# Rudolf Richter
Rudolf Richter (ur. 7 kwietnia 1883 w Pradze, zm. 15 stycznia 1962 tamże) – chodziarz reprezentujący Czechy. Uczestniczył w igrzyskach olimpijskich w Sztokholmie w 1912 roku. Były to jedyne igrzyska na jakich startował.

## Występy na letnich igrzyskach olimpijskich
| Igrzyska | Wydarzenie    | Eliminacje | Eliminacje | Półfinały | Półfinały | Finały          | Finały          |
| Igrzyska | Wydarzenie    | Wynik      | Miejsce    | Wynik     | Miejsce   | Wynik           | Miejsce         |
| -------- | ------------- | ---------- | ---------- | --------- | --------- | --------------- | --------------- |
| LIO 1912 | Chód na 10 km | DNF        | DNF        |           |           | → Nie awansował | → Nie awansował |